# Гравитация (филм)
Гравитация (на английски: Gravity) е американско-британски филм от 2013 г. на режисьора Алфонсо Куарон.

## Актьорски състав
| Актьор        | Роля                           |
| ------------- | ------------------------------ |
| Сандра Бълок  | Райън Стоун                    |
| Джордж Клуни  | Мат Коуалски                   |
| Ед Харис      | директор на контрола на мисия  |
| Башер Савейдж | директор на космическа станция |

## Награди и номинации
| Категория                                    | Номиниран(и)                                 | Резултат               |
| Оскар (2 март 2014 г.)                       | Оскар (2 март 2014 г.)                       | Оскар (2 март 2014 г.) |
| -------------------------------------------- | -------------------------------------------- | ---------------------- |
| Най-добри визуални ефекти                    | Най-добри визуални ефекти                    | награда                |
| Най-добър звук                               | Най-добър звук                               | награда                |
| Най-добър звуков монтаж                      | Най-добър звуков монтаж                      | награда                |
| Най-добър филмов монтаж                      | Най-добър филмов монтаж                      | награда                |
| Най-добър режисьор                           | Алфонсо Куарон                               | награда                |
| Най-добра кинематография                     | Емануел Любецки                              | награда                |
| Най-добра филмова музика                     | Стивън Прайс                                 | награда                |
| Най-добър филм                               | Най-добър филм                               | номинация              |
| Най-добри декори                             | Най-добри декори                             | номинация              |
| Най-добра женска роля                        | Сандра Бълок                                 | номинация              |
| Награда на БАФТА (16 февруари 2014 г.)       |                                              |                        |
| Най-добър британски филм                     | Най-добър британски филм                     | награда                |
| Най-добър звук                               | Най-добър звук                               | награда                |
| Най-добри визуални ефекти                    | Най-добри визуални ефекти                    | награда                |
| Най-добра режисура                           | Алфонсо Куарон                               | награда                |
| Най-добра кинематография                     | Емануел Любецки                              | награда                |
| Най-добра филмова музика                     | Стивън Прайс                                 | награда                |
| Най-добър филм                               | Най-добър филм                               | номинация              |
| Най-добри декори                             | Най-добри декори                             | номинация              |
| Най-добър филмов монтаж                      | Най-добър филмов монтаж                      | номинация              |
| Най-добър оригинален сценарий                | Алфонсо Куарон и Джонас Куарон               | номинация              |
| Най-добра актриса в главна роля              | Сандра Бълок                                 | номинация              |
| Златен глобус (12 януари 2014 г.)            |                                              |                        |
| Най-добър режисьор                           | Алфонсо Куарон                               | награда                |
| Най-добър драматичен филм                    | Най-добър драматичен филм                    | номинация              |
| Най-добра актриса в драматичен филм          | Сандра Бълок                                 | номинация              |
| Най-добра филмова музика                     | Стивън Прайс                                 | номинация              |
| Сателит (23 февруари 2014 г.)                |                                              |                        |
| Най-добри визуални ефекти                    | Най-добри визуални ефекти                    | награда                |
| Най-добър звук                               | Най-добър звук                               | награда                |
| Най-добра филмова музика                     | Стивън Прайс                                 | награда                |
| Най-добър филм                               | Най-добър филм                               | номинация              |
| Най-добър филмов монтаж                      | Най-добър филмов монтаж                      | номинация              |
| Най-добър режисьор                           | Алфонсо Куарон                               | номинация              |
| Най-добра кинематография                     | Емануел Любецки                              | номинация              |
| Най-добра актриса                            | Сандра Бълок                                 | номинация              |
| Награда „Хюго“                               |                                              |                        |
| Най-добро сценично представяне (дълга форма) | Най-добро сценично представяне (дълга форма) | награда                |
| Награда „Бредбъри“                           |                                              |                        |
|                                              | Алфонсо Куарон и Джонас Куарон               | награда                |
| Сатурн (26 юни 2014 г.)                      |                                              |                        |
| Най-добър научнофантастичен филм             | Най-добър научнофантастичен филм             | награда                |
| Най-добри специални ефекти                   | Най-добри специални ефекти                   | награда                |
| Най-добър монтаж                             | Най-добър монтаж                             | награда                |
| Най-добър режисьор                           | Алфонсо Куарон                               | награда                |
| Най-добра актриса                            | Сандра Бълок                                 | награда                |
| Най-добри декори                             | Най-добри декори                             | номинация              |
| Най-добър сценарий                           | Алфонсо Куарон и Джонас Куарон               | номинация              |
| Най-добър актьор в поддържаща роля           | Джордж Клуни                                 | номинация              |
| Емпайър (30 март 2014 г.)                    |                                              |                        |
| Най-добър филм                               | Най-добър филм                               | награда                |
| Най-добър режисьор                           | Алфонсо Куарон                               | награда                |
| Най-добър научнофантастичен или фентъзи филм | Най-добър научнофантастичен или фентъзи филм | номинация              |
| Най-добра актриса                            | Сандра Бълок                                 | номинация              |